# Henrik Stenson
Henrik Stenson (født 5. april 1976) er en svensk professionel golfspiller. Han blev professionel i 1999, og allerede året efter vandt han pengelisten på Challenge Touren. Det betød at han fra 2001 har spillet på Europatouren, hvor han har vundet 11 turneringer. Han ligger pr. 18. juli 2018 nummer 17 på verdensranglisten.
I 2013 vandt Stenson DP World Tour Championship med 2 slag ned til Steve Stricker, som gjorde ham til vinder af Fed Ex Cuppen. Der fulgte en pengepremie på 10mio$ med for sejren.
Udover de 11 sejre på Europatouren, har Henrik 6 sejre på PGA touren i USA. Den største af disse blev sat da han vandt en af de 4 Majors, "The Open" i 2016, hvor han besejrede Phil Mickelson i en duel der vil gå over i historien. Phil Mickelson lagde pres på Stenson med en 65'er på finaledagen, men Stenson svarede igen hul efter hul og ender med at gå en 63'er, som er en tangering af banerekorden, der rent faktisk blev sat på førstedagen samme år af netop Phil Mickelson. Samme år vandt Henrik Race to Dubai på Europatouren.
Henrik er kendt som "the ice man" ham der ikke har nogle nerver eller også som "the robot".

## Sejre på Europatouren
- 2001: Benson and Hedges International Open
- 2004: The Heritage
- 2006: Qatar Masters, BMW International Open
- 2007: Dubai Desert Classic, WGC–Accenture Match Play Championship
- 2009: The Players Championship
- 2012: South African Open Championship
- 2013: DP World Tour Championship
- 2016: The Open Championsship
- 2016: BMW International Open
- 2016: Race to Dubai